# Stała Apéry’ego
Stała Apéry’ego – stała matematyczna będąca wartością funkcji dzeta Riemanna o argumencie 3. Oznaczana literą {\displaystyle A}:
{\displaystyle {\begin{aligned}A&=\zeta (3)=\sum \limits _{n=1}^{\infty }{\frac {1}{n^{3}}}\\&=1{,}20205\;69031\;59594\;28539\;97381\;61511\;44999\;07649\;86292\,\dots \\&=[1,4,1,18,1,1,1,4,1,\dots ]\end{aligned}}}
(dla rozwinięcia dzieś. vide:(ciąg  A002117 w OEIS);[p,q,r...] to ułamek łańcuchowy (ciąg  A013631 w OEIS)).
W 1979 roku francuski matematyk Roger Apéry wykazał, że liczba {\displaystyle \zeta (3)} jest liczbą niewymierną. Było to niezwykłe osiągnięcie, bowiem wcześniej nic nie było wiadomo o nieparzystych argumentach funkcji dzeta Riemanna.
Określenie czy liczba jest przestępna czy nie jest nierozwiązanym jeszcze problemem (2018). Ze stałą mamy do czynienia podczas obliczeń z zakresu fizyki matematycznej, m.in. elektrodynamiki kwantowej.